# ناتالیو پرینتی
ناتالیو پرینتی (اسپانیایی: Natalio Perinetti‎؛ ۲۸ دسامبر ۱۹۰۰ – ۲۴ مهٔ ۱۹۸۵) یک بازیکن فوتبال اهل آرژانتین بود.

## تیم ملی
وی همچنین در  تیم ملی فوتبال آرژانتین بازی کرده‌است.